# Rolex Sports Car Series 2013
Die Rolex Sports Car Series 2013 begann mit dem 24-Stunden-Rennen von Daytona am 26./27. Januar 2013 und endete am 28. September 2013 im Lime Rock Park. Es war die letzte Saison vor der Fusion mit der American Le Mans Series zur United SportsCar Championship.

## Neue Klassenstruktur
In dieser Saison wurde eine zweite Klasse für GT-Fahrzeuge eingeführt, die GX-Klasse. In dieser waren nur Autos mit alternativen Antrieben startberechtigt. Die GX-Klasse hatte jedoch nur drei Starter über die gesamte Saison, vier weitere Autos waren bei einzelnen Rennen am Start. Zur Saison 2014 in der neuen United SportsCar Championship wird die Klasse in der GT-Daytona-Klasse (ehemalige Grand-Am GT-Klasse) aufgehen.

## Ergebnisse

### Rennkalender
Gesamtsieger sind fett hervorgehoben.
| Nr. | Datum         | Rennname / Rennstrecke                                       | Klasse | Team                  | Sieger                                                           | Fahrzeug                    |
| --- | ------------- | ------------------------------------------------------------ | ------ | --------------------- | ---------------------------------------------------------------- | --------------------------- |
| 1   | 26. Januar    | 24-Stunden-Rennen von Daytona Daytona International Speedway | DP     | Chip Ganassi Racing   | Charlie Kimball Juan Pablo Montoya Scott Pruett Memo Rojas       | Riley Mk XXVI/BMW           |
| 1   | 26. Januar    | 24-Stunden-Rennen von Daytona Daytona International Speedway | GT     | Alex Job Racing       | Filipe Albuquerque Oliver Jarvis Edoardo Mortara Dion von Moltke | Audi R8 Grand Am            |
| 1   | 26. Januar    | 24-Stunden-Rennen von Daytona Daytona International Speedway | GX     | Napleton Racing       | Nelson Canache David Donohue Shane Lewis Jim Norman              | Porsche Cayman              |
|     |               |                                                              |        |                       |                                                                  |                             |
| 2   | 2. März       | Circuit of The Americas                                      | DP     | Bob Stallings Racing  | Jon Fogarty Alex Gurney                                          | Corvette DP                 |
| 2   | 2. März       | Circuit of The Americas                                      | GT     | Turner Motorsport     | Bill Auberlen Paul Dalla Lana                                    | BMW M3                      |
| 2   | 2. März       | Circuit of The Americas                                      | GX     | BGB Motorsports       | Jim Norman Spencer Pumpelly Jeff Mosing                          | Porsche Cayman              |
|     |               |                                                              |        |                       |                                                                  |                             |
| 3   | 6. März       | Barber Motorsports Park                                      | DP     | Wayne Taylor Racing   | Max Angelelli Jordan Taylor                                      | Corvette DP                 |
| 3   | 6. März       | Barber Motorsports Park                                      | GT     | Stevenson Motorsports | John Edwards Robin Liddell                                       | Chevrolet Camaro GT.R       |
| 3   | 6. März       | Barber Motorsports Park                                      | GX     | BGB Motorsports       | Jim Norman Spencer Pumpelly                                      | Porsche Cayman              |
|     |               |                                                              |        |                       |                                                                  |                             |
| 4   | 20. April     | Road Atlanta                                                 | DP     | Chip Ganassi Racing   | Scott Pruett Memo Rojas                                          | Riley Mk XXVI / BMW         |
| 4   | 20. April     | Road Atlanta                                                 | GT     | Stevenson Motorsports | John Edwards Robin Liddell                                       | Chevrolet Camaro GT.R       |
| 4   | 20. April     | Road Atlanta                                                 | GX     | Speedsource           | Andrew Carbonell Joel Miller                                     | Mazda 6 GX                  |
|     |               |                                                              |        |                       |                                                                  |                             |
| 5   | 1. Juni       | Detroit Grand Prix Raceway at Belle Isle                     | DP     | Wayne Taylor Racing   | Max Angelelli Jordan Taylor                                      | Corvette DP                 |
| 5   | 1. Juni       | Detroit Grand Prix Raceway at Belle Isle                     | GT     | Stevenson Motorsports | John Edwards Robin Liddell                                       | Chevrolet Camaro GT.R       |
| 5   | 1. Juni       | Detroit Grand Prix Raceway at Belle Isle                     | GX     | Speedsource           | Tristan Nunez Joel Miller                                        | Mazda 6 GX                  |
|     |               |                                                              |        |                       |                                                                  |                             |
| 6   | 15. Juni      | Mid-Ohio Sports Car Course                                   | DP     | Action Express Racing | João Barbosa Christian Fittipaldi                                | Corvette DP                 |
| 6   | 15. Juni      | Mid-Ohio Sports Car Course                                   | GT     | Turner Motorsport     | Bill Auberlen Paul Dalla Lana                                    | BMW M3                      |
| 6   | 15. Juni      | Mid-Ohio Sports Car Course                                   | GX     | Speedsource           | Tom Long Sylvain Tremblay                                        | Mazda 6 GX                  |
|     |               |                                                              |        |                       |                                                                  |                             |
| 7   | 30. Juni      | 6-Stunden-Rennen von Watkins Glen Watkins Glen International | DP     | Action Express Racing | Joao Barbosa Christian Fittipaldi                                | Corvette DP                 |
| 7   | 30. Juni      | 6-Stunden-Rennen von Watkins Glen Watkins Glen International | GT     | Stevenson Motorsports | John Edwards Robin Liddell                                       | Chevrolet Camaro GT.R       |
| 7   | 30. Juni      | 6-Stunden-Rennen von Watkins Glen Watkins Glen International | GX     | Speedsource           | Tristan Nunez Joel Miller Yōjirō Terada                          | Mazda 6 GX                  |
|     |               |                                                              |        |                       |                                                                  |                             |
| 8   | 26. Juli      | Brickyard Grand Prix Indianapolis Motor Speedway             | DP     | Starworks Motorsport  | Ryan Dalziel Alex Popow                                          | Riley Mk XXVI/BMW           |
| 8   | 26. Juli      | Brickyard Grand Prix Indianapolis Motor Speedway             | GT     | AIM Motorsport        | Jeff Segal Massimiliano Papis                                    | Ferrari 458 Italia Grand-Am |
| 8   | 26. Juli      | Brickyard Grand Prix Indianapolis Motor Speedway             | GX     | Speedsource           | Tom Long Sylvain Tremblay                                        | Mazda 6 GX                  |
|     |               |                                                              |        |                       |                                                                  |                             |
| 9   | 10. August    | Road America                                                 | DP     | Starworks Motorsport  | Brendon Hartley Scott Mayer                                      | Riley Mk XXVI/BMW           |
| 9   | 10. August    | Road America                                                 | GT     | Turner Motorsport     | Bill Auberlen Paul Dalla Lana                                    | BMW M3                      |
| 9   | 10. August    | Road America                                                 | GX     | Speedsource           | Tristan Nunez Joel Miller                                        | Mazda 6 GX                  |
|     |               |                                                              |        |                       |                                                                  |                             |
| 10  | 17. August    | Kansas Speedway                                              | DP     | Wayne Taylor Racing   | Max Angelelli Jordan Taylor                                      | Corvette DP                 |
| 10  | 17. August    | Kansas Speedway                                              | GT     | Scuderia Corsa        | Alessandro Balzan Leh Keen                                       | Ferrari 458 Italia Grand-Am |
| 10  | 17. August    | Kansas Speedway                                              | GX     | Speedsource           | Tristan Nunez Joel Miller                                        | Mazda 6 GX                  |
|     |               |                                                              |        |                       |                                                                  |                             |
| 11  | 8. September  | Laguna Seca Raceway                                          | DP     | Wayne Taylor Racing   | Max Angelelli Jordan Taylor                                      | Corvette DP                 |
| 11  | 8. September  | Laguna Seca Raceway                                          | GT     | Magnus Racing         | Andy Lally John Potter                                           | Porsche 997 GT3 Cup         |
| 11  | 8. September  | Laguna Seca Raceway                                          | GX     | Speedsource           | Tom Long Sylvain Tremblay                                        | Mazda 6 GX                  |
|     |               |                                                              |        |                       |                                                                  |                             |
| 12  | 28. September | Lime Rock Park                                               | DP     | Wayne Taylor Racing   | Max Angelelli Jordan Taylor                                      | Corvette DP                 |
| 12  | 28. September | Lime Rock Park                                               | GT     | Marsh Racing          | Lawson Aschenbach Eric Curran Bob Said                           | Chevrolet Corvette          |
| 12  | 28. September | Lime Rock Park                                               | GX     | Speedsource           | Tom Long Sylvain Tremblay                                        | Mazda 6 GX                  |

### Gesamtsieger
| Klasse             | Fahrer                      | Team                | Hersteller         | Hersteller |
| Klasse             | Fahrer                      | Team                | Chassis            | Motor      |
| ------------------ | --------------------------- | ------------------- | ------------------ | ---------- |
| Daytona Prototypes | Max Angelelli Jordan Taylor | Chip Ganassi Racing | Riley Technologies | Chevrolet  |
| Grand Touring      | Alessandro Balzan           | Scuderia Corsa      | Ferrari            | Ferrari    |
| GX                 | Jim Norman                  | BGB Motorsports     | Mazda              | Mazda      |